# Hordville (Nebraska)
Hordville je selo u američkoj saveznoj državi Nebraska. Prema popisu stanovništva iz 2010. u njemu je živjelo 144 stanovnika.